# Teinobasis sjupp
Teinobasis sjupp is een libel uit de familie van de Waterjuffers (Coenagrionidae). De voorvleugellengte van het mannetje bedraagt zo'n 29 millimeter; de achtervleugels zijn een millimeter korter, en de totale lengte is zo'n 52 millimeter. Het vrouwtje is nog niet beschreven. De soort is bekend van het eiland Japen, behorend bij de Indonesische provincie Papoea. 
De soort werd beschreven in een speciale uitgave van Zoologische Mededelingen, uitgegeven door Naturalis, die op 1 januari 2008 verscheen ter ere van het 250-jarig bestaan van de zoölogische nomenclatuur. Op 1 januari 1758 verscheen namelijk de 10e editie van Systema naturae van Carl Linnaeus. De wetenschappelijke naam van deze libel verwijst naar de wasbeer Sjupp die Linnaeus als huisdier had.
1. ↑  (en) Teinobasis sjupp op de IUCN Red List of Threatened Species.